# Петров, Андрей Николаевич (историк)
Андре́й Никола́евич Петро́в (1837 — 9 ноября 1900, Санкт-Петербург, Российская империя) — русский генерал-лейтенант, военный историк.

## Биография
Андрей Петров родился в 1837 году. Воспитывался в Павловском кадетском корпусе, по окончании которого 13 августа 1853 года получил офицерский чин поручика и тогда же был направлен в Черниговский пехотный полк. В том же году принял участие в Крымской войне. 22 августа следующего года в чине подпоручика гвардии был переведён в лейб-гвардии Гренадерский полк. По окончании в 1859 году Николаевской академии Генерального штаба Петров был причислен к Генеральному штабу, и в следующем году прикомандирован к департаменту Генерального штаба для занятий в архиве Военно-топографического депо.
С 19 января 1861 года ― поручик Генерального штаба, а 30 августа того же года присвоен чин штабс-капитана.
3 декабря 1863 года назначен на должность младшего помощника начальника Военно-исторического архива и топографии главного управления Генерального штаба.
19 апреля 1864 года присвоен чин капитана, и 1 мая того же года назначен на должность старшего помощника начальника того же архива.
16 апреля 1867 года был присвоен чин подполковника, и 3 мая того же года назначен помощником начальника Военно-учёного архива. 17 апреля получил чин полковника.
В 1871 году Петров построил модернизированный вариант наборно-печатающей машины.
В следующем 1872 году вместе со своим компаньоном А. Н. Печниковым он получил русскую привилегию (№ 1471290), и в том же году машина Петрова была продемонстрирована на политехнической выставке в Москве.
16 сентября 1872 года Петров вступил в должность заведующего библиотекой Главного штаба.
30 августа 1885 года он был произведён в генерал-майоры, и с того же времени ― член Военно-учёного комитета Главного штаба.
6 декабря 1898 года присвоен чин генерал-лейтенанта.
Умер Петров 9 ноября 1900 года в Санкт-Петербурге. Похоронен на Тихвинском кладбище Александро-Невской лавры.

## Семья
Имя жены Петрова неизвестно. Имел 2 детей.

## Литературная и научная деятельность
Имея доступ к архивным материалам, Петров занимался военно-исторической работой. Является автором ряда капитальных трудов. За один из них, а именно — «Вторая турецкая война в царствование императрицы Екатерины II. 1787—1791 гг.», Петров в 1881 году был удостоен от Императорской академии наук ― Уваровской премии. Также он деятельно работал с военным периодическим изданием «Военный сборник». Его статьи также публиковались и в газете «Русский инвалид».
В частности, в своих трудах Петров подвергал критике «вечные и неизменные принципы» военного искусства, которые являлись основами для историков академической школы. По мнению Петрова, задачей военно-исторической науки является изучение развития способов военных действий в зависимости от обстановки, фактора времени и таланта полководца. По утверждению Петрова, «цель стратегии» состоит в необходимости «выяснить те основные начала, которые обуславливают одержание победы над врагом». Основными принципами тех «начал» являются:
- сила (физическая, нравственная и умственная);
- место (точка, местность и расстояние);
- время (момент или своевременность).

По мнению Петрова, то, что эти принципы рассматривались военными теоретиками отдельно друг от друга, являлось их ошибкой, тогда как «только совокупное применение принципов» даёт им «силу естественного закона борьбы». Также по утверждению Петрова, одной из основ изменения форм военной стратегии является развитие техники.
Выдвигаемые Петровым теоретические положения вызывали протест консервативно настроенной академической школы, и главным образом, профессора военного искусства генерал-лейтенанта Г. А. Леера. Однако точка зрения Петрова нашла поддержку среди нового поколения военных теоретиков.

## Награждения

### Награды
отечественные
- орден Св. Станислава 3-й ст. (1863)
- орден Св. Анны 3-й ст. (1864)
- орден Св. Станислава 2-й ст. (1866) с императорской короной (1872)
- орден Св. Анны 2-й ст. (1875)
- орден Св. Владимира 4-й ст. (1878)
- орден Св. Владимира 3-й ст. (1882)
- бриллиантовый перстень с вензелем Высочайшего имени (1888)
- орден Св. Станислава 1-й ст. (1890)

иностранные
- орден Св. Саввы 2-й ст. (Сербия; 1890)

### Премии
- Уваровская премия (1881)

## Избранная библиография
- Война России с Турцией и Польскими конфедератами с 1769—1774 год Архивная копия от 28 декабря 2014 на Wayback Machine: в 5 томах (СПб., 1866—1874);
- Здоровье войск (1875);
- Вторая турецкая война в царствование императрицы Екатерины II. 1787—1791 гг. Архивная копия от 28 декабря 2014 на Wayback Machine: в 2-х томах (СПб., 1880);
- Война России с Турцией 1806—1812 гг. Архивная копия от 28 декабря 2014 на Wayback Machine: в 3 томах (СПб., 1885—1887);
- Война России с Турцией 1806—1812 гг. Архивная копия от 28 декабря 2014 на Wayback Machine (СПб., 1888);
- Война России с Турцией. Дунайская кампания 1853 и 1854 гг. Архивная копия от 28 декабря 2014 на Wayback Machine: в 2-х томах (СПб., 1890);
- Влияние турецких войн с половины прошлого столетия на развитие русского военного искусства Архивная копия от 28 декабря 2014 на Wayback Machine: в 2 томах (СПб., 1893—1894);
- К вопросам стратегии. Критический очерк. (СПб., 1898).

Также под редакцией Петрова были изданы:
- Русская военная сила (История развития военного дела от начала Руси до нашего времени) // в 2 томах (М., 1892);

- Т. 1. Русь великокняжеская и царская;
- Т. 2. Императорская Россия с 1689 по 1891 год.